# 冀宁路
冀宁路，元朝时设置的路。
元太祖十三年（1218年），改太原府为太原路总管府。大德九年（1305年）以地震改太原路置冀宁路，治所在阳曲县（今山西省太原市）。辖境相当今山西省中阳、孝义、昔阳以北，黄河以东，河曲、宁武、繁峙以南及太行山以西广大地区。明朝洪武元年（1368年）改置为太原府。